# یاکتی-یالان
یاکتی-یالان (انگلیسی: Yakty-Yalan) یک شهرک در شهرستان کارماسکالینسکی استان باشقیرستان کشور روسیه است.